# Straight from the Heart (1994)
Straight from the Heart ist ein US-amerikanischer Dokumentarfilm aus dem Jahr 1994.
Im Film sprechen Eltern über ihre schwulen und lesbischen Kinder und über ihre Akzeptanz mit diesem Thema. Ebenso wird über das Thema AIDS gesprochen. 1995 wurde der Film in der Kategorie Bester Dokumentar-Kurzfilm für den Oscar nominiert.